# 포르투갈령 인도
포르투갈령 인도(포르투갈어: Estado da Índia)는 인도에 있던 포르투갈의 식민지를 말한다. 영국령 인도가 1947년 독립할 당시 포르투갈령 인도는 인도 서해안 연안 몇몇 집단거주지를 포함하고 있는데, 고아 주 다만 디우의 근해 집단 거주지와 다만에서 내륙에 위치한 다드라 나가르하벨리의 집단거주지를 소유하고 있었다.

## 초기역사

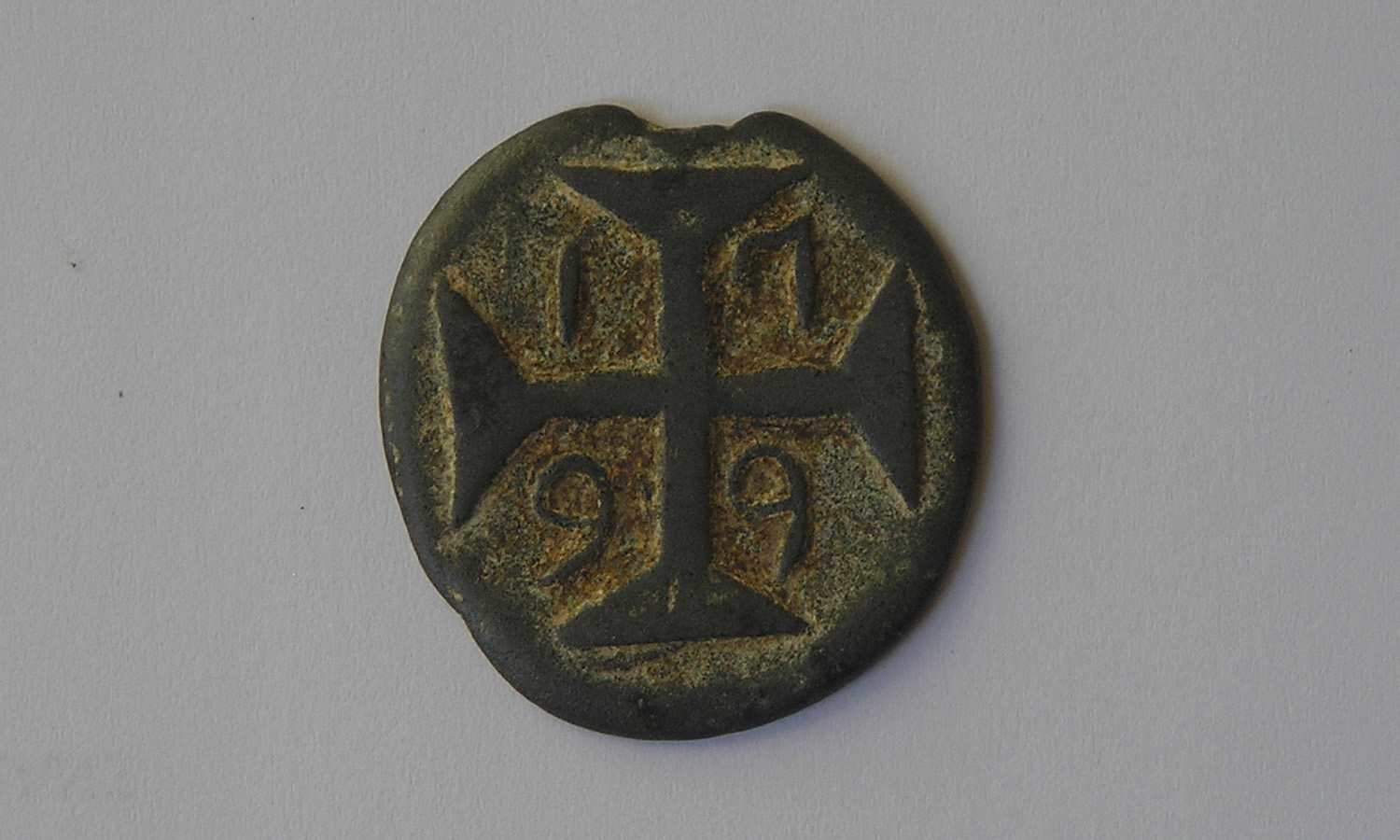
1799년의 포르투갈령 인도 동전

처음 포르투갈이 인도에 들어온 것은 1498년 5월 20일 바스쿠 다 가마(Vasco da Gama)가 현재 인도 케랄라(Kerala)주에 속한 도시 캘리컷(Calicut;현재의 코지코드(Kozhikode)에 상륙한 날이었다. 아라비아 상인의 반발을 받는 중에 가마는 켈리컷 지역의 수령 사모린(Zamorin)으로부터 통상권의 허가를 나타내는 편지를 손에 넣었다. 그러나 후에 사모린에게서 물품 전부를 내려놓으라는 협박과 평행하여 그는 통지하지 않고 출항하지 않으면 안되었다. 가마는 상품을 넘겨주지 않았으나, 교역준비의 명령을 내린 몇 명의 포르투갈인을 남겨놓았다.
1510년 포르투갈 제독(후에 포르투갈령 인도 총독) 아폰수 드 알부케르크(Afonso de Albuquerque)는 지방 독립국인 비자푸르 술탄을 패배시키고, 티마이야(Timayya)라 불리는 벨랴고아(Velha Goa;옛 고아)에 항구적인 식민지를 손에 넣었다. 남부 지역은 간단하게 고아라고 불렀고, 포르투갈령 고아의 중심지가 되어 아시아에 있던 포르투갈의 영토를 다스리는 포르투갈 부왕(viceroy)의 소재지가 되었다.
포르투갈은 구자라트(Gujarat)의 술탄에게서 다만(Daman;점령은 1531년, 정식할양은 1539년), 살세트(Salsette), 봄베이(Bombay), 바사잉(Baçaim;점령은 1534년), 디우(Diu; 1535년 병합)등 여러 영토를 빼앗았다.

포르투갈 소유의 인도(1675년) 고아의 문장

이들 영토는 포르투갈령 인도의 북부지역이 되었다. 다만에서 차울(Chaul)까지 해안에 인접한 100km 넓이의 땅과 내륙으로 30~50km 정도가 해당 영역이었다. 지역은 성채도시 바사잉이 지배했다. 봄베이(현재의 뭄바이(Mumbai)는 1661년 영국왕 찰스 2세와 결혼한 포르투갈 왕녀 카타리나(Catherine of Braganza)의 지참금의 일부로써 할양되었다. 북부지역의 거의 전역은 1739년 마라타(Marathas)에게 빼앗겼고, 1779년 다드라 나가르하벨리를 획득했다.

## 인도 독립후
1947년 영국에서 인도가 독립한 후, 포르투갈은 인도에서 영토보유를 단념하길 바라는 의뢰를 거절했다. 헤이그의 국제사법재판소에 의한 결정은 다드라와 나갈 하베리에 대한 접근과 보이는 행위로 인해 훗날 인도 시민이 이 지역을 침략하는등, 난국을 맞이하게 되었다.
1954년부터 폭력적으로 고아를 제압한 포르투갈인들이 나오기 시작하자, 평화적인 사테이야그라바(Satyagrahis)의 시도가 있었으나, 고아의 바깥쪽에서나 이루어졌다. 많은 폭도가 권력의 사용으로 인해 진압되고, 주모자들은 배제되어 감옥에 들어갔다. 그 결과 인도는 영사관을 봉쇄하고(1947년까지 판짐(Panjim)이 열리게 되었다), 포르투갈령 고아에 대한 경제적인 수출금지를 내렸다. 인도 정부는 1955년부터 1961년까지 "대기와 감시"의 자세를 보이며, 포르투갈의 살라자르 (Salazar) 정권에 대해 많은 항의와 국제사회 앞에 나서서 주목을 모았다. 이미 1961년 12월에는 인도의 고아 군사침공이 일어나, 다만과 디우에서는 부적당한 포르투갈의 저항운동에 직면했다. 중지명령이 포고되었음에도 불구하고, 포르투갈 무장세력은 침략자에게 맞아 싸우거나 죽어야 하는 기로에 서게되어 공식 정전협정은 맺어지지 않았다. 장비가 충분하지 않던 저항세력에게는 포르투갈군의 빈약한 화력과 요원(약 3,300명)만이 주여졌을 뿐이었다. 그에 반해 인도군은 육해공의 3군의 집결을 배경으로 충분하게 무장한 30,000명의 군인들로 이루어져 있었다. 영토는 1961년 12월 19일 인도에 병합되었다.

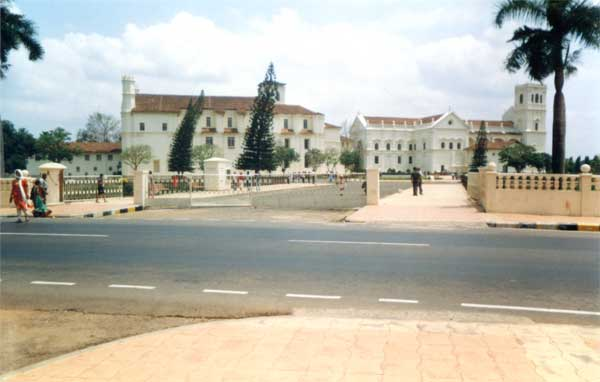
고아 성당「세 카테드랄」

## 부록

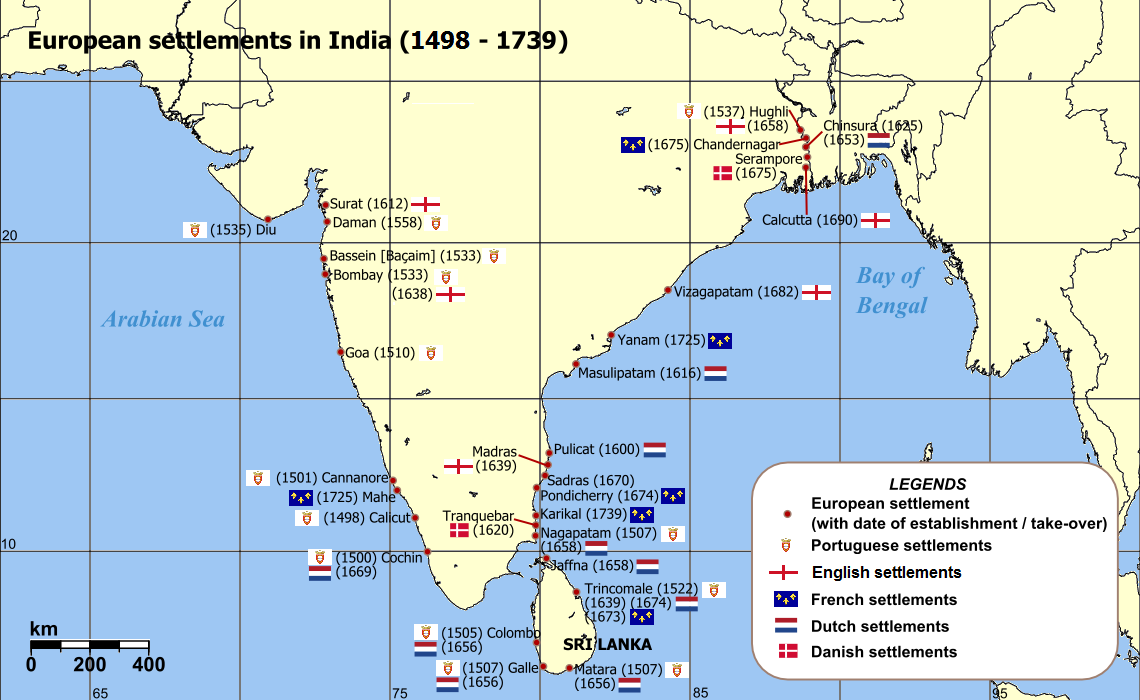
인도에 있던 유럽 여러나라의 식민지

포르투갈 본국의 살라자르정권 및 그후의 이스타두 노부체제는 1974년까지 포르투갈 국민의회에서 고아, 다만, 디우의 인도 지배를 거절하는 주장을 되풀이했다. 1974년 카네이션 혁명이 일어나 리스본의 신정권은 인도와의 외교관계 회복을 바라고, 고아, 다만, 디우에 대한 인도의 주권을 인정했다. 그러나 군대가 인계받았기 때문에 이후 포르투갈령 인도 주민의 요구는 고려되는일은 없었다. (1960년 국련총회결의 제1514조 (15)에 의해 민족자결권)--국련결의 제1541조 와 1542조를 참조.)。주민은 포르투갈 시민권을 유지할 권리를 계속 가질 수 있었다. 그러나, 2006년부터 포르투갈 통치시대에 태어난 사람에 한해서만 한정되도록 시민권이 제한되었다.

## 같이 보기
- 포르투갈령 인도 식민지 목록
- 고아 침공
- 포르투갈 인도 루피아
- 포르투갈 인도 에스쿠도
- 고아 해방 운동